# Stelletta mauritiana
Stelletta mauritiana är en svampdjursart som först beskrevs av Arthur Dendy 1916.  Stelletta mauritiana ingår i släktet Stelletta och familjen Ancorinidae.
Artens utbredningsområde är Mauritius. Inga underarter finns listade i Catalogue of Life.